# Hur ska det gå med mej?
Hur ska det gå med mej? är en självbiografisk bok av Hans Ekman, utgiven 1933 av Hökerberg. Den brådmogne 17-årige Hasse Ekman kåserar kring sin uppväxt och tillvaro som son till Gösta Ekman och varande ett av Sveriges första "kändisbarn" med allt vad det innebär. 
Titeln är inspirerad av Hans Falladas succé Hur skall det gå med Pinnebergs? som publicerades på svenska 1933. 